# FTR Moto

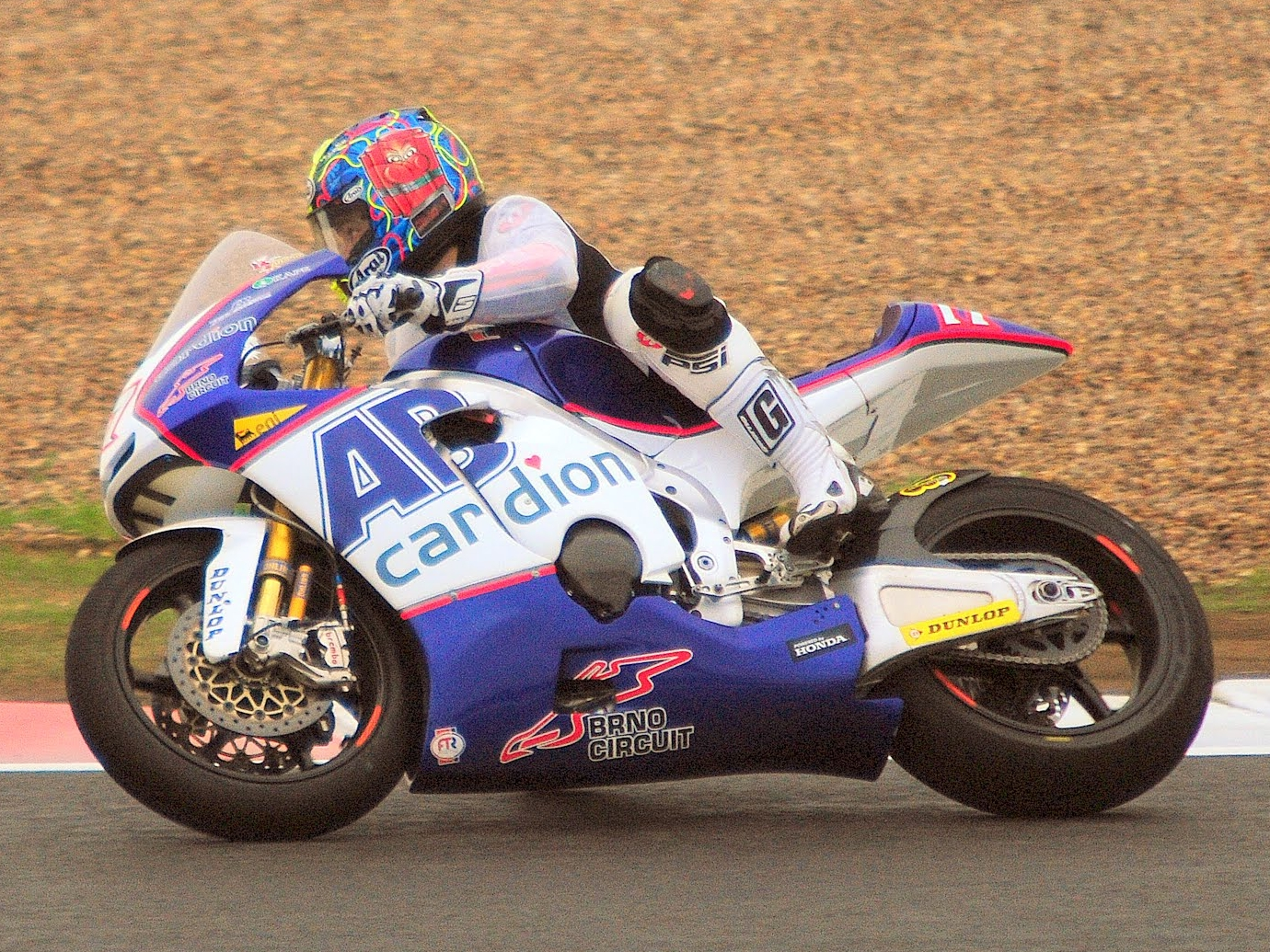
Karel Abraham 2010 auf Moto2-FTR

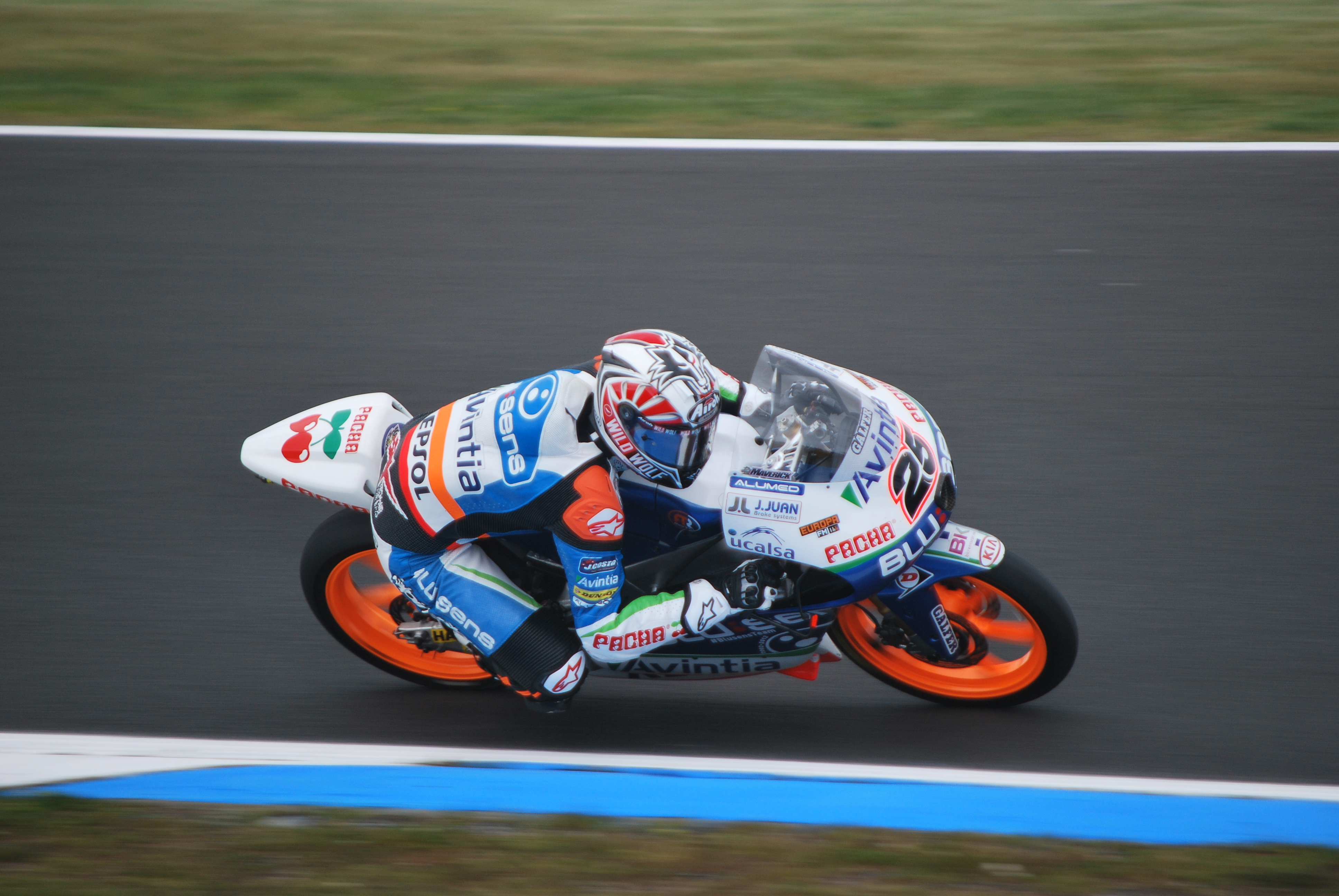
Maverick Viñales 2012 auf Moto3-FTR-Honda

FTR Moto Ltd. ist ein britischer Hersteller von Motorradteilen für den Rennsport.
FTR Moto ist ein Akronym für Fabrication Techniques Racing Motorcycles.

## Geschichte
Das Unternehmen wurde im Jahr 1994 als Fabrication Techniques (FT) von Steve Bones gegründet. 1995 unterstützte man Kenny Roberts sr. und Tom Walkinshaw bei der Entwicklung des Fahrgestells der Modenas KR3 (später Proton KR3), die zwischen 1997 und 2000 in der 500-cm³-Klasse der Motorrad-Weltmeisterschaft eingesetzt wurde. In der Folgezeit versorgte man verschiedene Teams der Motorrad- und Superbike-Weltmeisterschaft. 2001 war FT an der Entwicklung des Chassis der Petronas FP1 beteiligt.
Die Marke FTR Moto als Hersteller von Chassis für den Motorradrennsport wurde 2009 etabliert. In diesem Jahr konstruierte das Unternehmen für die zur Saison 2010 neu ins Leben gerufene Moto2-Klasse der Motorrad-WM ein Chassis. Den ersten Sieg für FRT in der Moto2-Klasse errang der Tscheche Karel Abraham am 7. November 2010 beim Großen Preis von Valencia auf dem Circuit Ricardo Tormo in Valencia.
Zur Saison 2012 stieg FTR in die neu geschaffene Moto3-Kategorie und die Königsklasse der WM – die MotoGP-Klasse – ein. Beim Großen Preis von Katar 2012 gelang dem Spanier Maverick Viñales auf einem FTR-Chassis mit Honda-Motor der erste Moto3-Sieg für den Hersteller. In der MotoGP-Klasse versorgte FTR das italienische Privatteam von Fausto Gresini (mit Honda-Motor) und das Team Avintia Racing, das Kawasaki-Aggregate in seine BQR einsetzte, mit Fahrgestellen.
Im Jahr 2012 wurde FTR Moto an die Heads of the Valleys Development Company verkauft.
In der Saison 2013 setzten verschiedene Claiming-Rule-Teams man die FTR Moto MGP13 in der MotoGP-Klasse ein. Colin Edwards, Hiroshi Aoyama, Héctor Barberá und Claudio Corti starteten mit Kawasaki-Motoren, Bryan Staring und Álvaro Bautista setzen auf Honda-Aggregate.
2014, 2015 und 2016 war FTR nur noch in der Moto3-Klasse der Weltmeisterschaft vertreten, ohne dabei nennenswerte Erfolge erzielen zu können.

## Statistik

### Konstrukteurs-WM-Ergebnisse
MotoGP
- 2012 – Fünfter
- 2012 – Elfter (als Motorenhersteller für BQR)
- 2013 – Sechster
- 2013 – Fünfter (mit Kawasaki als Motorenhersteller)
- 2013 – Neunter (mit Honda als Motorenhersteller)

Moto2
- 2010 – Fünfter
- 2011 – Dritter
- 2012 – Vierter

Moto3
- 2012 – Zweiter (mit Honda als Motorenhersteller)
- 2013 – Vierter (mit Honda als Motorenhersteller)
- 2014 – Sechster (mit KTM als Motorenhersteller)